# Wahlen 1850
◄◄ | ◄ | 1846 | 1847 | 1848 | 1849 | Wahlen 1850 | 1851 | 1852 | 1853 | 1854 | ► | ►►

Weitere Ereignisse
Die Liste der Wahlen 1850 umfasst Parlamentswahlen, Präsidentschaftswahlen, Referenden und sonstige Abstimmungen auf nationaler und subnationaler Ebene, die im Jahr 1850 weltweit abgehalten wurden.
Das damalige Wahlrecht entsprach typischerweise nicht den Wahlrechtsgrundsätzen der direkten, geheimen und gleichen Wahl. Zeittypisch waren oft nur kleine Teile der Bevölkerung wahlberechtigt, ein Frauenwahlrecht war nicht gegeben.

## Termine
| Land               | Datum          | Link zur Wahl 1850                                       | Link zur letzten Wahl | Bemerkung |
| ------------------ | -------------- | -------------------------------------------------------- | --------------------- | --------- |
| Vereinigte Staaten | ab dem 5. Aug. | Wahl zum Repräsentantenhaus der Vereinigten Staaten 1850 | 1848                  |           |